# Yūki Sōma
Yūki Sōma (jap. 相馬 勇紀 Sōma Yūki; * 25. Februar 1997 in Chōfu, Präfektur Tokio) ist ein japanischer Fußballnationalspieler.

## Karriere

### Verein
Yūki Sōma erlernte das Fußballspielen in den Jugendmannschaften von Nunota SC und Mitsubishi Yowa SC sowie der Universitätsmannschaft der Waseda-Universität. Von Juni 2018 bis Januar 2019 wurde er von der Universität an Nagoya Grampus ausgeliehen. Nach Ende der Ausleihe wurde er 2019 von Nagoya fest verpflichtet. Der Club aus Nagoya, einer Hafenstadt in der japanischen Präfektur Aichi auf Honshū, spielte in der höchsten Liga des Landes, der J1 League. Von August 2019 bis Januar 2020 wurde er an die Kashima Antlers ausgeliehen. Der Verein aus Kashima spielte ebenfalls in der ersten Liga. Am Ende der Saison wurde er mit Kashima Vizemeister. Nach der Ausleihe kehrte er Anfang 2020 zu Nagoya zurück. Am 30. Oktober 2021 stand er mit Nagoya im Finale des J. League Cup. Das Finale gegen Cerezo Osaka gewann man mit 2:0. Im Januar 2023 wechselte der Spieler auf Leihbasis nach Europa zum portugiesischen Erstligisten Casa Pia AC. Für den Verein aus der Hauptstadt Lissabon bestritt er 50 Ligaspiele. Nach der Ausleihe kehrte er im Juli 2024 nach Japan zurück. Hier bestritt er in der laufenden Saison noch ein Ligaspiel. Nach insgesamt 115 Ligaspielen wechselte er im Juli 2024 zum Erstligisten FC Machida Zelvia.

### Nationalmannschaft
Yūki Sōma spielte fünfmal für die U23–Nationalmannschaft. Seit 2019 spielt er für die japanische Fußballnationalmannschaft. Sein Länderspieldebüt gab er am 10. Dezember 2019 in einem Spiel der Fußball-Ostasienmeisterschaft gegen China im Busan-Gudeok-Stadion in Busan. Bei der Fußball-Ostasienmeisterschaft 2022 wurde er mit drei Toren zusammen mit Shūto Machino Torschützenkönig und als bester Spieler ausgezeichnet.

## Erfolge
Nagoya Grampus
- J.League Cup: 2021

Nationalmannschaft
- Gewinn der Fußball-Ostasienmeisterschaft 2022 und Torschützenkönig (zusammen mit Shūto Machino)